# Hoje Eu Acordei Feliz
Hoje Eu Acordei Feliz é o primeiro single do álbum 100% Charlie Brown Jr. - Abalando a Sua Fábrica, da banda de rock brasileira Charlie Brown Jr..

## Videoclipe
O videoclipe desta canção, dirigido por André Abujamra, foi inspirado no filme Snatch - Porcos e Diamantes, e tem o formato de um curta-metragem, com duração de 5:01min.
As atrizes que se beijam no final são Graziella Moretto (como Roxane, a "namorada" do Champignon) e Nara Pinto (como Vivi, a "namorada" do Chorão)
Uma outra curiosidade sobre este videoclipe é que, além de ter a música "Hoje Eu Acordei Feliz" como tema principal, ainda fazem parte de sua trilha-sonora as músicas "T.F.D.P." e "Sino Dourado", ambas também do álbum 100% Charlie Brown Jr. - Abalando a Sua Fábrica.
Elenco
| Ator              | Papel                                  | Info                        |
| ----------------- | -------------------------------------- | --------------------------- |
| Chorão            | Bandido 1 (traidor), e líder da gangue |                             |
| Champignon        | Bandido 2 (traidor)                    |                             |
| Marcão            | Bandido 3                              |                             |
| Renato Pelado     | Bandido 4                              |                             |
| André Abujamra    | "Bomba, o Lutador"                     | Também é o diretor do clipe |
| Antônio Abujamra  | Abu, o chefe do Herrera                |                             |
| Theo Werneck      | Herrera, chefe dos capangas            |                             |
| Graziella Moretto | Roxane, a "namorada" do Champignon     |                             |
| Nara Pinto        | Vivi, a "namorada" do Chorão           |                             |

## Desempenho nas Paradas de Sucesso
| Ano  | Single                  | Charts      | Charts         | Charts       | Charts    | Charts        | Charts | Charts | Álbum                                           |
| Ano  | Single                  | BRA Hot 100 | BRA Hit Parade | BRA Year End | Bill. BRA | Bill. Pop BRA | HSPN   | POR    | Álbum                                           |
| ---- | ----------------------- | ----------- | -------------- | ------------ | --------- | ------------- | ------ | ------ | ----------------------------------------------- |
| 2001 | "Hoje Eu Acordei Feliz" | 14          | 8              | —            | —         | —             | —      | —      | 100% Charlie Brown Jr. - Abalando a sua Fábrica |

## Prêmios e indicações
| Ano  | Prêmio                 | Categoria                     | Indicação      | Resultado | Ref.  |
| ---- | ---------------------- | ----------------------------- | -------------- | --------- | ----- |
| 2002 | MTV Video Music Brasil | Videoclipe do Ano             |                | Indicado  | [ 2 ] |
| 2002 | MTV Video Music Brasil | Escolha da Audiência          |                | Indicado  | [ 2 ] |
| 2002 | MTV Video Music Brasil | Videoclipe de Rock            |                | Indicado  | [ 2 ] |
| 2002 | MTV Video Music Brasil | Direção em Videoclipe         | André Abujamra | Indicado  | [ 2 ] |
| 2002 | MTV Video Music Brasil | Direção de Arte em Videoclipe | Beto Grimaldi  | Indicado  | [ 2 ] |